# Bezel
Bezel (ou Bezel-Foulbé) est un village du Cameroun situé dans la commune de Meri, le département du Diamaré et la Région de l'Extrême-Nord. Il dépend du canton de Godola dont il est distant de 3,39 km.

## Localisation
Le village de Bezel est localisé à 10°43‘58"N  et 14°18‘2"E. Les villages les plus proches sont Katchounga (2,16 km) et Medemtere (3,22 km).

## Population
En 1974 la localité comptait 140 habitants, principalement des Peuls (Foulbé).
Lors du recensement de 2005, on y a dénombré 609 personnes dont 286 hommes (46,96 %) et 323 femmes (53,04%). 